# Лаймерсгайм
Лаймерсгайм (нім. Leimersheim) — громада в Німеччині, розташована в землі Рейнланд-Пфальц. Входить до складу району Гермерсгайм. Складова частина об'єднання громад Рюльцгайм.
Площа — 12,97 км2. Населення становить 2555 ос. (станом на 31 грудня 2020).

## Галерея

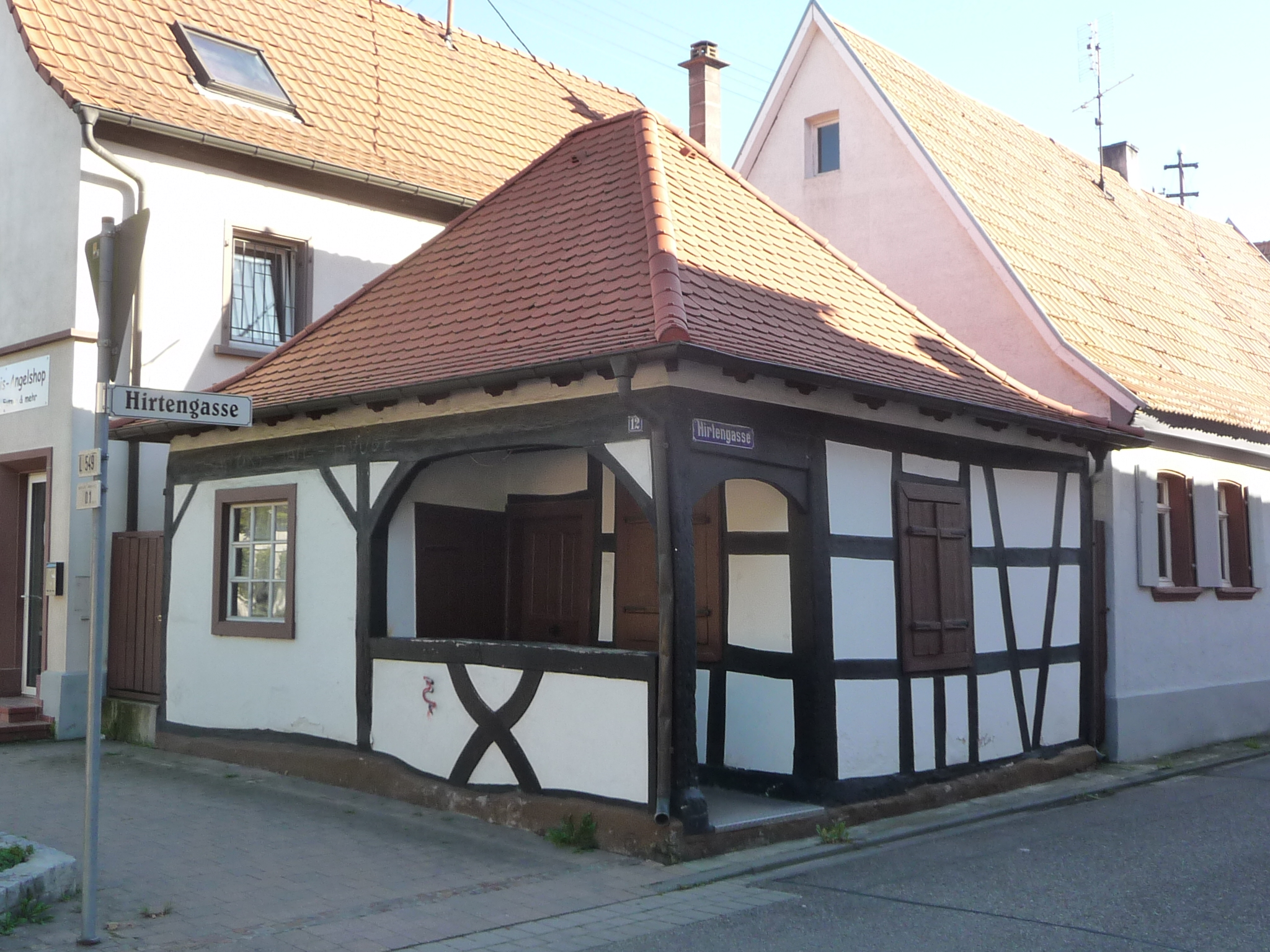
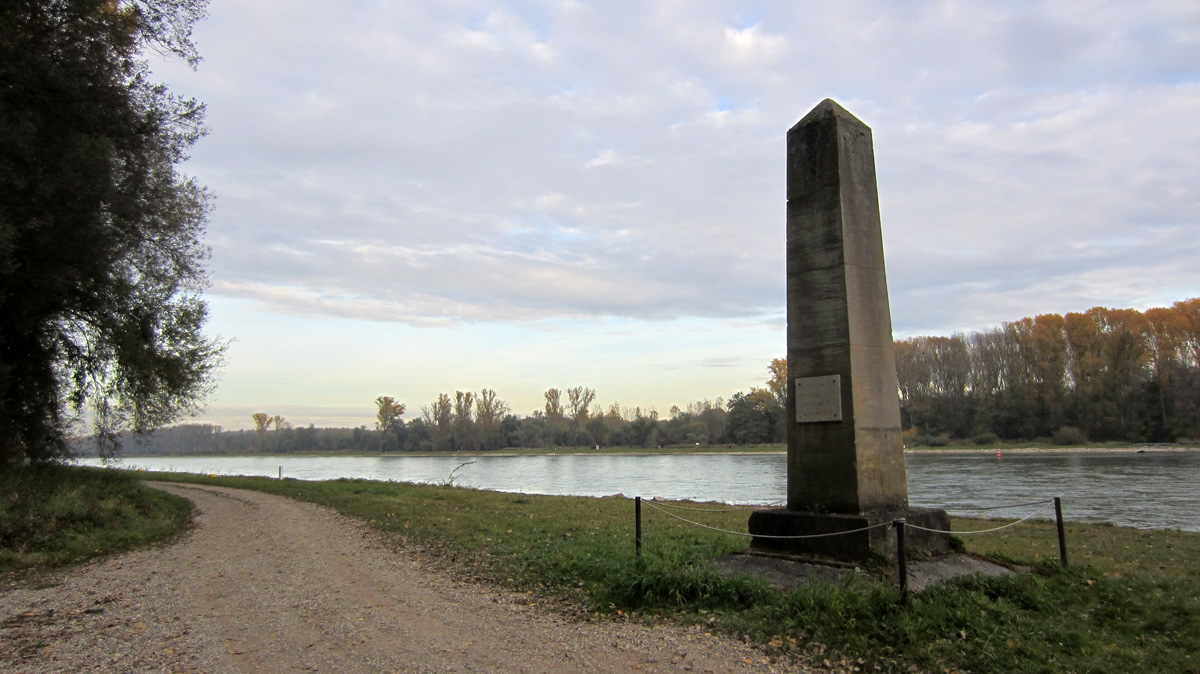
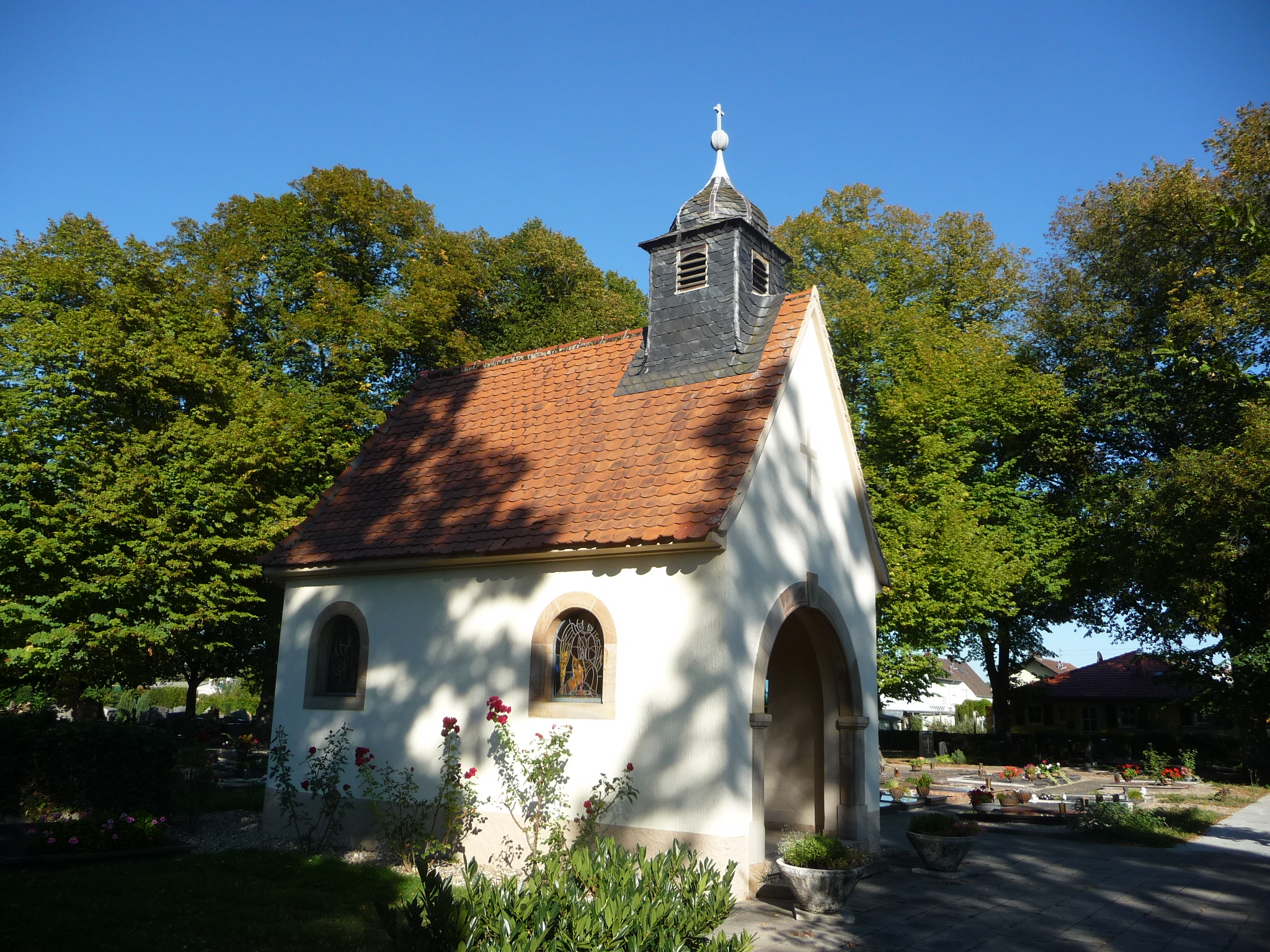
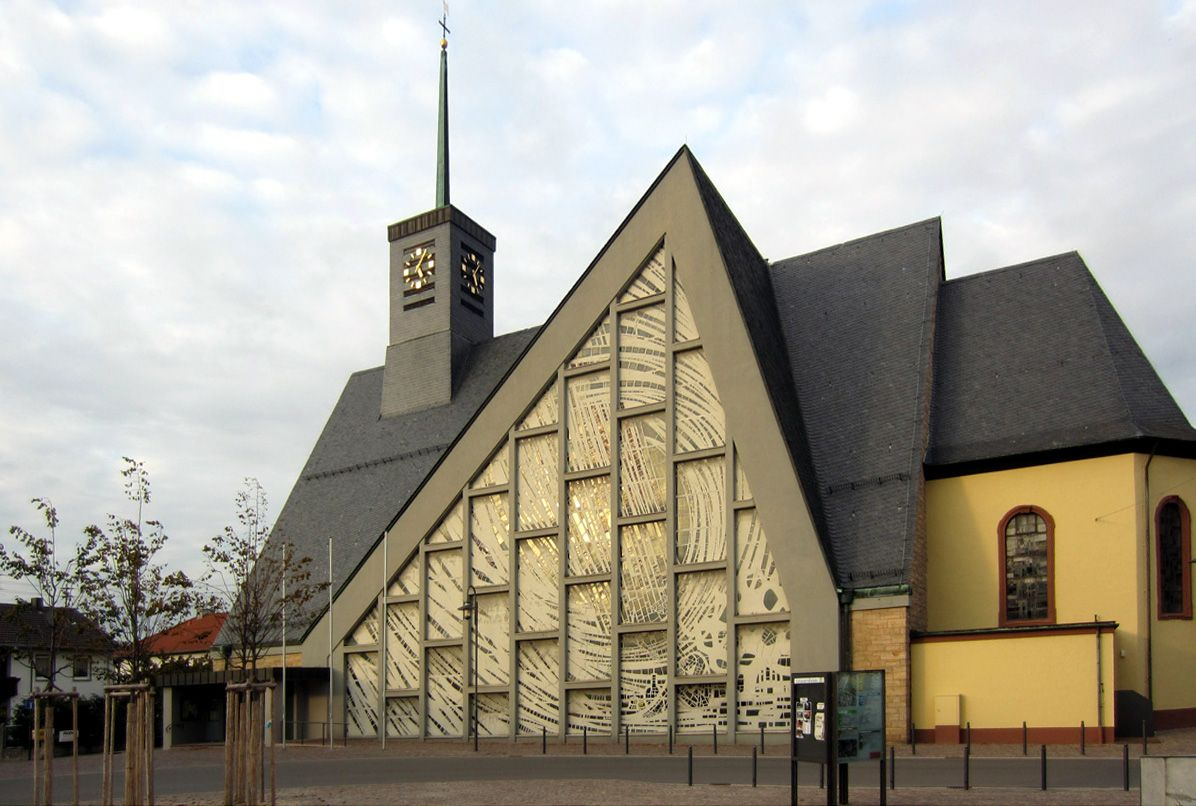
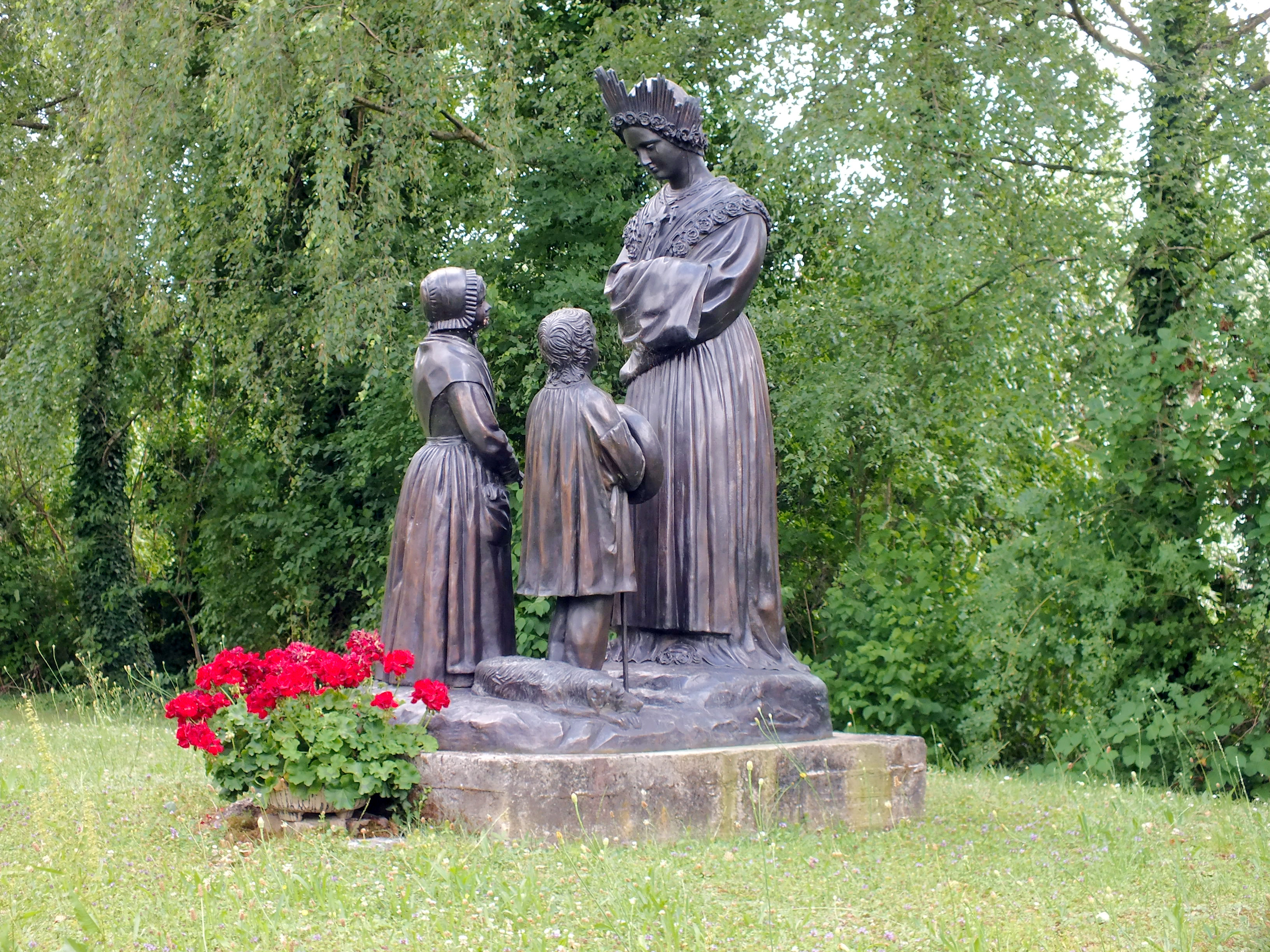
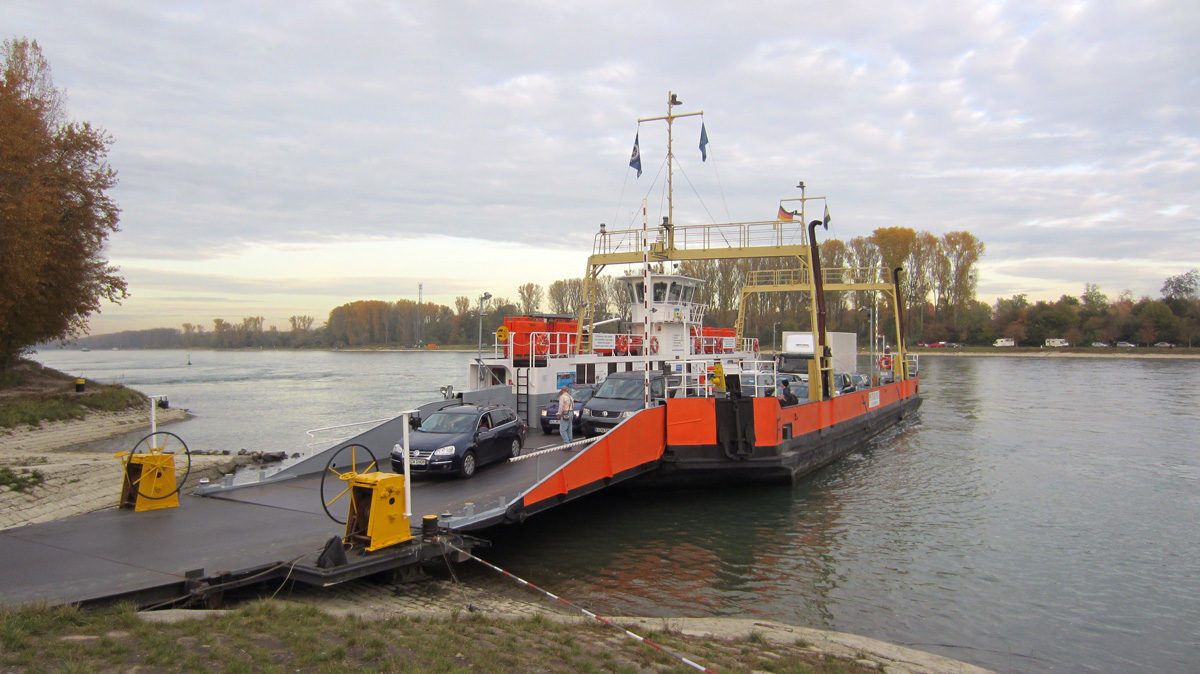